# Adolf Galland

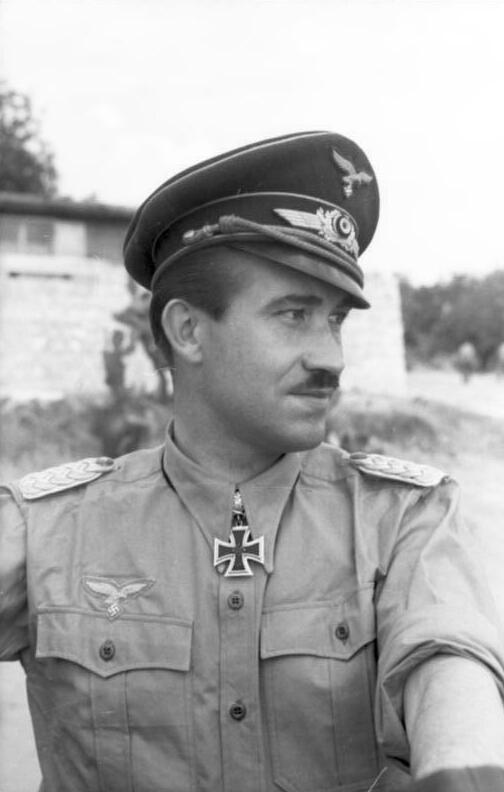
Adolf Galland w 1943

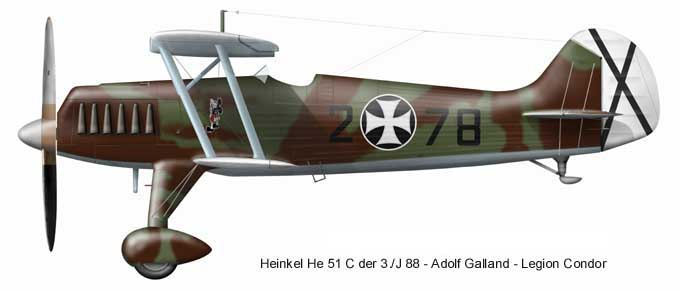
Heinkel He 51 C der 3./J 88, Legion Condor, na którym latał Adolf Galland

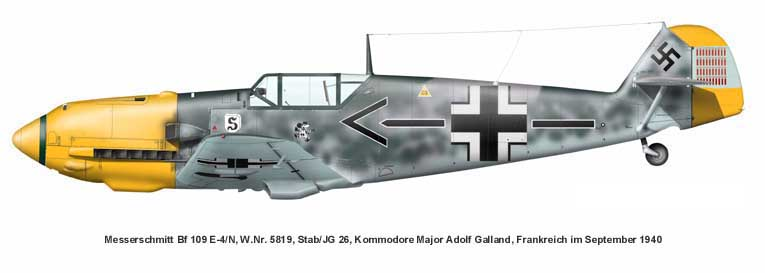
Messerschmitt Bf 109 E-4/N, Stab/JG 26, W.Nr. 5819, na którym latał Kommodore major Adolf Gallands - Audembert/Francja, wrzesień 1940

Adolf Galland (ur. 19 marca 1912 w Westerholt, zm. 9 lutego 1996 w Remagen) – pilot niemiecki, uczestnik wojny domowej w Hiszpanii, agresji na Polskę i Francję oraz bitwy o Anglię, a od 5 grudnia 1941 do 31 stycznia 1945 dowódca lotnictwa myśliwskiego III Rzeszy. Wojnę zakończył z 104 uznanymi zwycięstwami.

## Życiorys
Urodził się 19 marca 1912 w Westerholt w Westfalii. Był synem zarządcy majątków ziemskich. Z powodu prześladowań religijnych jego przodkowie będący hugenotami w 1742 przeprowadzili się z Francji do Westfalii. Pilotażu Galland uczył się w Niemczech (Szkoła pilotów Lufthansy w Brunszwiku) i Włoszech. Będąc członkiem nowo utworzonego niemieckiego lotnictwa wojskowego – Luftwaffe od 1937 walczył na myśliwcach He 51 w hiszpańskiej wojnie domowej jako członek Legionu Condor.
Podczas II wojny światowej, w czasie agresji na Polskę, był dowódcą eskadry w pułku szturmowym Lehrgeschwader 2 (LG 2) i latał na samolocie Henschel Hs 123. Następnie w kwietniu 1940 został przeniesiony do lotnictwa myśliwskiego, w szeregach którego służył do roku 1942. 10 lutego 1940 został przeniesiony do pułku myśliwskiego Jagdgeschwader 27 (JG 27), w którym walczył podczas agresji na Francję. 6 czerwca 1940 Galland przejął dowództwo nad III dywizjonem 26. pułku myśliwskiego (III/JG 26). 22 sierpnia 1940 przejął pełne dowództwo nad JG 26, w którym toczył walki z alianckim lotnictwem do 5 grudnia 1941, kiedy stracił to stanowisko. Uczestniczył w bitwie o Anglię, latając na myśliwcach Bf 109. W lipcu został awansowany na stopień majora, następnie Kommodore'a i w listopadzie Oberstleutnanta. Do końca bitwy o Anglię odniósł 58 zwycięstw powietrznych. Jedynie raz został zestrzelony w dniu 21 czerwca 1941. Rankiem tego dnia Bf 109 Gallanda został uszkodzony przez Spitfire’a podporucznika Bolesława Drobińskiego z Dywizjonu 303. Trafił chłodnicę samolotu Gallanda i zmusił go do lądowania awaryjnego w pobliżu Marck. O godz. 16:00 tego samego popołudnia Galland zestrzelił Spitfire 611. Dywizjonu RAF, jednak obserwując swoją ofiarę zbyt długo, sam został zestrzelony przez innego Spitfire’a ze 145. Dywizjonu RAF pilotowanego przez sierż. R. J. C. Granta. Galland wyskoczył ze swojego samolotu i szarpał to, co uważał za linkę wyzwalającą jego spadochronu. W rzeczywistości ciągnął on swój spadochron, który bardzo go szarpnął. Z „obrzydliwym” uczuciem położył się i pociągnął za linkę wyzwalającą, która otworzyła jego spadochron. Theo Osterkamp pojechał do szpitala, w którym Galland został hospitalizowany z powodu ran, by poinformować go, iż za 70. zwycięstwo powietrzne nadano mu miecze do Krzyża Rycerskiego Krzyża Żelaznego z Liśćmi Dębu.
W listopadzie 1941 odniósł 97. zwycięstwo, po czym w wieku 29 lat został mianowany generalnym inspektorem lotnictwa myśliwskiego na miejsce Wernera Möldersa, który zginął w wypadku. Galland między innymi organizował osłonę powietrzną przedarcia się przez Kanał La Manche niemieckich krążowników liniowych w 1942 (operacja Cerberus) i następnie obronę powietrzną Niemiec. Był doskonałym pilotem myśliwskim, racjonalizatorem, wielkim zwolennikiem wprowadzenia do lotnictwa myśliwskiego samolotów odrzutowych Me 262 (na których latał następnie w końcowym etapie wojny w stworzonej przez siebie elitarnej jednostce). Krytykował często poglądy swojego zwierzchnika, Göringa, więc został w końcu przez niego obarczony winą za brak sukcesów lotnictwa myśliwskiego i usunięty ze stanowiska inspektora lotnictwa w styczniu 1945, co spotkało się z otwartym sprzeciwem części pilotów. Na tym stanowisku zastąpił go Gordon Gollob.
W marcu 1945 Galland sformował elitarną jednostkę myśliwską Jagdverband 44, którą dowodził do 26 kwietnia, kiedy to jego samolot Me 262 został ostrzelany przez P-47 i uszkodzony, a Galland odniósł rany. Bilans jego walk od 1937 do 1945 to 104 samoloty zestrzelone w 612 lotach bojowych (705 z lotami w Hiszpanii). Został on odznaczony szeregiem orderów, w tym jako jeden z nielicznych, Krzyżem Rycerskim Krzyża Żelaznego z Liśćmi Dębu, Mieczami i Brylantami.
5 maja 1945 Galland poddał się aliantom, natomiast 14 maja przetransportowano go do Anglii, gdzie pozostał jeńcem wojennym do 1947. Po wojnie pracował na rzecz lotnictwa brytyjskiego (RAF), robiąc wykłady z taktyki. Na zaproszenie prezydenta Juana Perona od 1948 uczestniczył w organizacji szkół lotniczych Argentyńskich Sił Powietrznych i szkoleniu tamtejszych pilotów. W 1955 powrócił do RFN. W 1954 ożenił się z Sylvinią von Dönhoff.
Po powstaniu sił lotniczych Bundeswehry miał propozycję objęcia stanowiska Inspektora sił lotniczych, ale ostatecznie został nim generał Josef Kammhuber.
9 sierpnia 1941 samoloty z jego eskadry strąciły samolot Douglasa Badera. Brytyjski pilot, który stracił w 1930 obie nogi, zainteresował Gallanda. Galland odwiedził Brytyjczyka w szpitalu i uzyskał od Luftwaffe zgodę na zrzucenie Baderowi przez RAF nowych protez nóg, ponieważ stare uległy uszkodzeniu. Obaj piloci przyjaźnili się po wojnie.
W 1957 roku opublikował autobiografię Die Ersten und die Letzten ("Pierwsi i ostatni").

## Ordery i odznaczenia
- Krzyż Rycerski Krzyża Żelaznego z Liśćmi Dębu, Mieczami i Brylantami
  - Krzyż Rycerski – 29 lipca 1940[b]
  - Liście Dębu (nr 3) – 24 września 1940[c]
  - Miecze (nr 1) – 21 czerwca 1941
  - Brylanty (nr 2) – 28 stycznia 1942
- Krzyż Żelazny I Klasy – 22 maja 1940
- Krzyż Żelazny II Klasy – 15 września 1939
- Czarna Odznaka za Rany
- Medal za zajęcie Sudetów
- Odznaka za 4 lata Służby w Luftwaffe
- Złoty Krzyż Hiszpanii z Mieczami i Brylantami – 7 lipca 1939[d]
- Złota odznaka pilota frontowego Luftwaffe z liczbą "400"
- Złota odznaka pilota-obserwatora Luftwaffe z Brylantami
- Medalla Militar – Hiszpania
- Medalla de la Campaña Española 1936−1939 – Hiszpania